# Pematang Lalang
Pematang Lalang is een bestuurslaag in het regentschap Deli Serdang van de provincie Noord-Sumatra, Indonesië. Pematang Lalang telt 1456 inwoners (volkstelling 2010).